# Tageszeitenzyklus
Der Tageszeitenzyklus ist ein Zyklus von vier Sonetten – „Morgen-Sonett“, „Mittag“, „Abend“ und „Mitternacht“, den Andreas Gryphius an die Spitze seiner Sonettsammlung „Das Ander Buch“ stellte, die 1650 in Frankfurt am Main publiziert wurde. Die Bezeichnung „Tageszeitenzyklus“ stammt nicht von Gryphius, sondern aus der germanistischen Forschung. Man hat geurteilt, der Zyklus stelle unbestritten einen Höhepunkt in Gryphius’ lyrischem Schaffen dar; es gebe keine übergreifende Barockanthologie und kaum ein Lesebuch zum Haus- oder Schulgebrauch, die nicht zumindest das berühmte dritte Sonett „Abend“ enthielten – Kernbestand deutscher Poesie.

Der Tageszeitenzyklus in einer Ausgabe von 1658
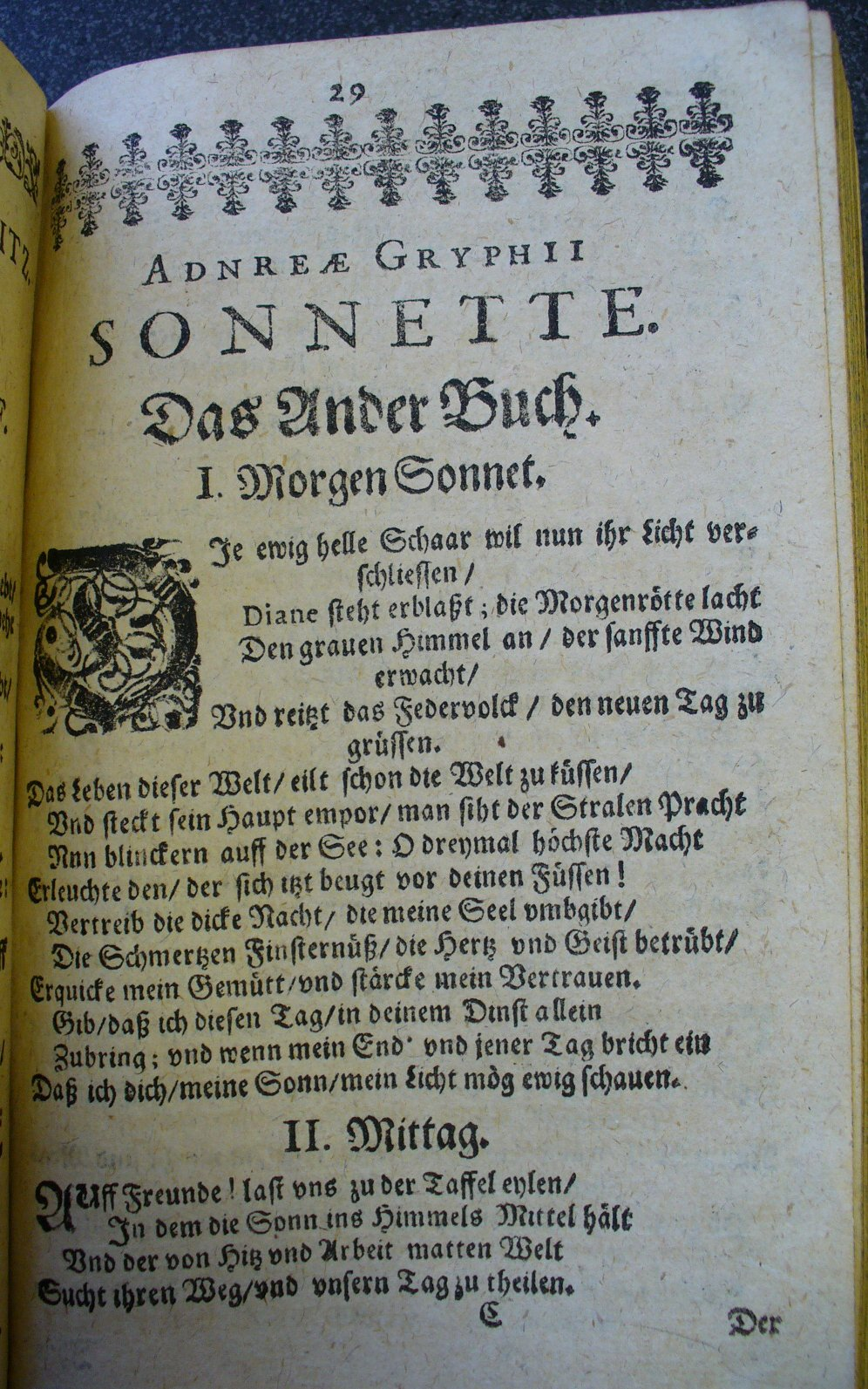
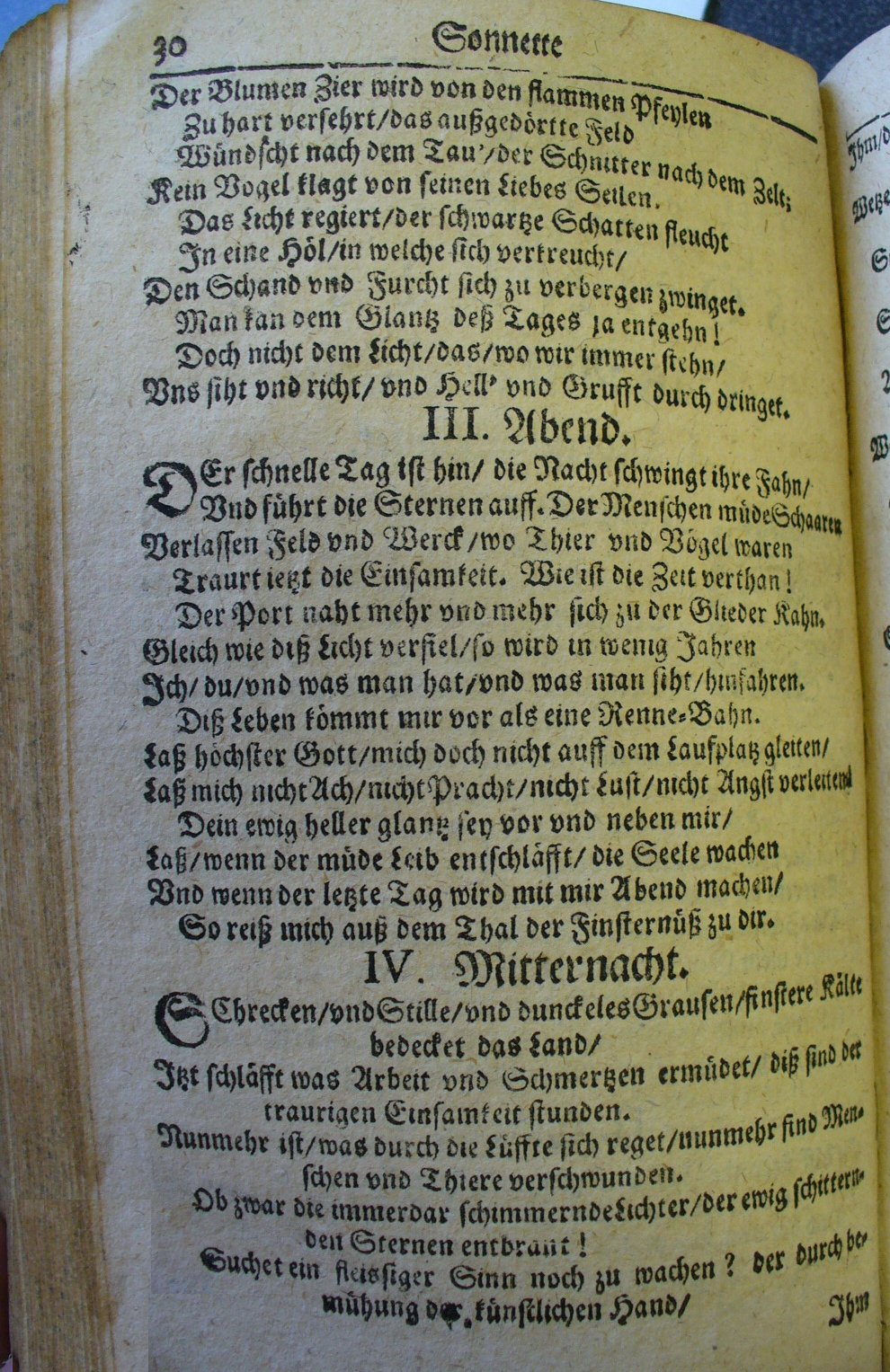
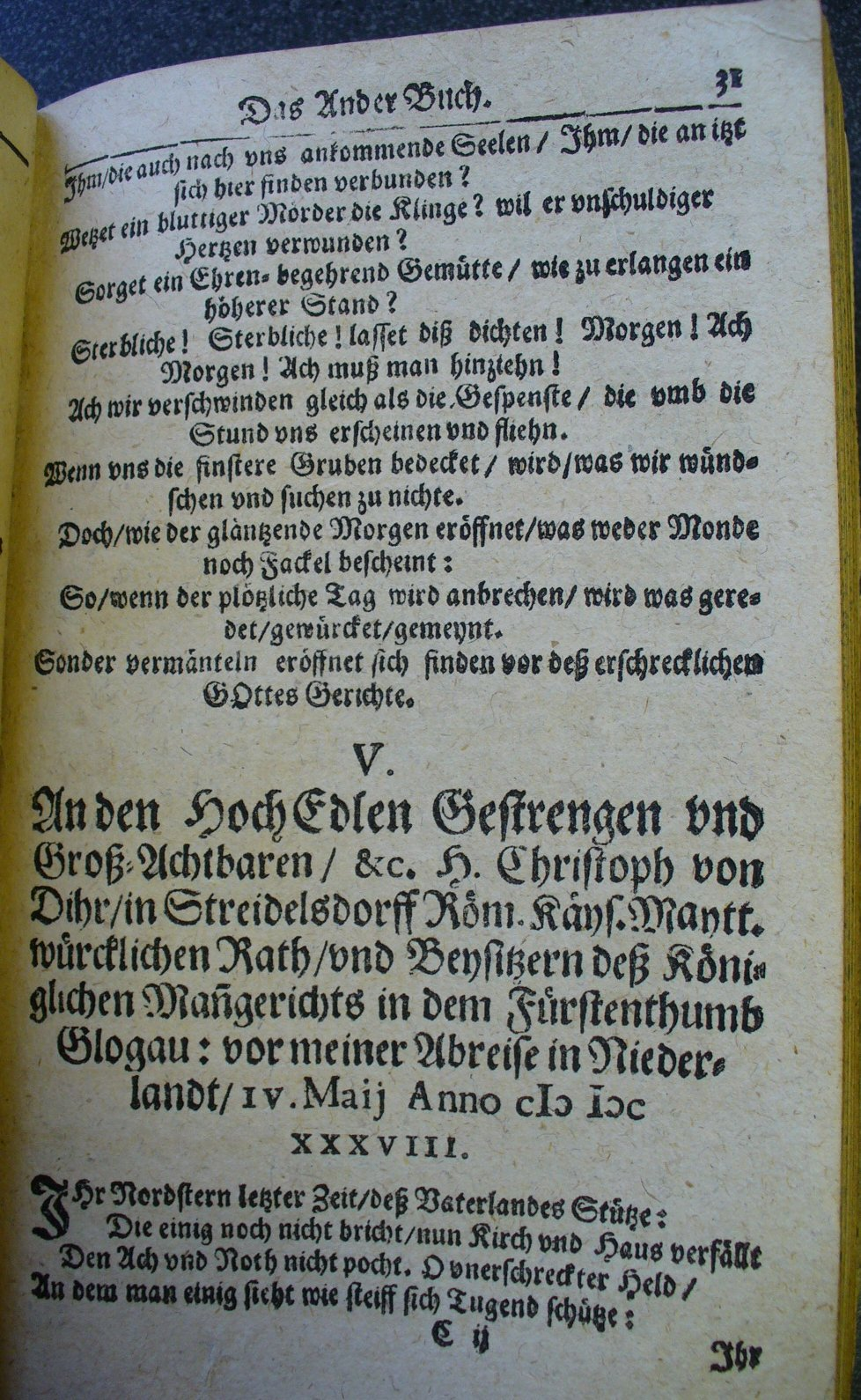

## „Das Ander Buch“
1637 veröffentlichte Gryphius seine erste Sammlung deutschsprachiger Gedichte, die Lissaer Sonette. Er war damals Hauslehrer der zwei Söhne seines Gönners Georg Schönborner (1579–1637) auf dessen Gut in der Nähe des niederschlesischen Freystadt. 1638, mitten im Dreißigjährigen Krieg, begleitete er die Söhne auf die Universität Leiden. Er schrieb sich als studiosus philosophiae ein, besuchte aber Vorlesungen in vielen Fächern. 1644 trat er von Leiden aus eine große Bildungs- und Studienreise an, die ihn unter anderem nach Italien und 1646 nach Straßburg führte, von wo er 1647 in seine schlesische Heimat zurückkehrte. Die Leidener Jahre waren überaus fruchtbar. Gryphius brachte fünf Gedichtsammlungen zum Druck, zunächst 1639 „ANDREAE GRYPHII PHILOS. ET POET. Son- undt Feyrtags Sonnete“, 65 Sonntags-Sonette und 35 den Feiertagen des Kirchenjahres entsprechende Feiertags-Sonette, zusammen also 100 Sonn- und Feiertags-Sonette. 1643 folgte „ANDREAE GRYPHII SONNETE. Das erste Buch“ mit 50 Sonetten, darunter Umarbeitungen von 29 Lissaer Sonetten. Hinzu kamen Sammlungen von Oden sowie deutschen und lateinischen Epigrammen.
In Straßburg bereitete Gryphius eine erste Gesamtausgabe seiner deutschsprachigen Werke durch den Drucker und Verleger Caspar Dietzel vor. Dietzel war aber „durch allerhand Wiederwertigkeiten und Processe“, wohl wirtschaftliche Schwierigkeiten, verhindert, den Druck zu vollenden. Das unvollständige Produkt erschien unautorisiert 1650 bei Johann Hüttner in Frankfurt am Main. Es enthielt neben Gryphius’ erstem Trauerspiel „Leo Arminius“ und Überarbeitungen früherer Gedichte das neue Sonettbuch „ANDREAE GRYPHII SONNETE. Das Ander Buch“.
Zu Gryphius’ Lebzeiten wurde „Das Ander Buch“ 1657 in der ersten autorisierten Gesamtausgabe, 1658 in einer Titelauflage der 1657er, (daraus die Abbildung) und 1663 in einer Ausgabe letzter Hand mit Änderungen wiedergedruckt. Die 1650er Fassung wurde 1963 neu gedruckt in Band 1 einer von Marian Szyrocki und Hugh Powell verantworteten Gesamtausgabe der deutschsprachigen Werke, die 1663er Fassung 2012 von Thomas Borgstedt.

## Gedichtzyklen bei Gryphius
Bis hinter Francesco Petrarca reicht die Tradition, Sonettsammlungen zu strukturieren, sei es autobiographisch, sei es heilsgeschichtlich. So hatte Gryphius schon die 31 Lissaer Sonette nach sich überlappenden numerischen und heilsgeschichtlichen Gesichtspunkten gereiht, mit einer feierlichen Anrufung, Invokation des Heiligen Geistes, in dem Sonett An Gott den Heiligen Geist beginnend. In seiner Sammlung von 1643 „ANDREAE GRYPHII SONNETE. Das erste Buch“ hatte er die Zahl der Sonette auf 50 aufgefüllt, ohne der Anordnung im Detail besondere Aufmerksamkeit zu schenken. Für die 100 Sonn- und Feiertagssonette war die Gliederung durch die Perikopenordnung vorgegeben.
Im „Ander Buch“ folgen dem Tageszeitenzyklus Widmungsgedichte, Gelegenheitsgedichte, das an Petrarca angelehnte Sonett „Einsamkeit“, Liebesgedichte, satirische Gedichte, Erinnerungen an seine Bildungsreise wie „Als er aus Rom geschieden“ und „Über die unterirdischen Grüfte der heiligen Märtyrer zu Rom“. Gegen Ende des Buches steht ein weiterer kleiner Zyklus über die vier letzten Dinge mit den Sonetten „Der Tod“, „Das Letzte Gericht“, „Die Hölle“ und „Ewige Freude der Außerwählten“ (XLVI bis XLIX). Das folgende, fünfzigste Sonett, „Elias.“, schlägt nach Thomas Borgstedt einen Bogen zurück zum letzten, fünfzigsten des 1643er „ersten Buches“ über den Tod von Andreas Gryphius’ Bruder Paul.
Auf die Zyklenbildung bei Gryphius hat zuerst 1904 Victor Manheimer aufmerksam gemacht: „Gryphius stopfte nicht in seine Versbücher was er grade zuletzt gedichtet hatte, sondern er komponierte sie wirklich nach künstlerischen Gesichtspunkten.“ Am schönsten wirke das in Straßburg zusammengestellte „Ander Buch“. Das Quartett von vier Tageszeitengedichten bilde gleichsam die Ouvertüre. Vor das letzte Sonett des Buches, das einzige eigentlich religiöse, „Elias“, habe Gryphius abschließend ein Quartett von Kirchhofsgedichten gestellt: „Der Tod“, „Das letzte Gericht“, „Die Hölle“ und „Ewige Freude der Auserwählten“. Zwischen diesen beiden Parallelzyklen scheine in jedem Sonett immer das vorhergehende anzuklingen, indem bald seine Stimmungswerte, bald größere Assoziationen dem einzelnen seinen Platz bestimmten.

## Komposition
„Morgen-Sonett“, „Mittag“, „Abend“, „Mitternacht“ – eine allegorisch-eschatologische Perspektive auf den irdischen Zeitverlauf. Aus seinem christlich-lutherischen Glauben heraus hat Gryphius die ambivalente Natur des Menschen dichterisch zu gestalten versucht. De Capua nennt den Zyklus eine Sinfonie in vier Sätzen, deren Hauptthema durch die einfache Gleichung „Gott ist Licht, das Böse ist Dunkelheit“ ausgedrückt werden könne. Jeder „Satz“ bestehe aus zwei Teilen, „a statement of the theme in terms of real phenomena <...> and their transmutation into and variation as symbols of a transcendental permanence“ – „der realistischen Beschreibung einer Tageszeit und der Deutung dieses Naturbildes als Symbol einer transzendenten Wahrheit.“ Exemplarische Verse der vier Sonette für Naturbild und Deutung:
Morgen Sonnet.

DIe ewig helle schar wil nun jhr licht verschlissen /

Diane steht erblaßt; die Morgenrötte lacht

Den grawen Himmel an <...>

<...> O dreymal höchste Macht

Erleuchte den / der sich jtzt beugt vor deinen Füssen.
Abend.

DEr schnelle Tag ist hin / die Nacht schwingt jhre fahn/

Vnd führt die Sternen auff. <...>

Vnd wenn der letzte Tag wird mit mir abend machen /

So reiß mich auß dem thal der Finsternuß zu Dir.
Mittag

AVff Freunde! last vns zu der Taffel eylen /

In dem die Sonn ins Himmels mittel hält. <...>

Man kan dem glantz des tages ja entgehn!

Doch nicht dem licht / daß / wo wir jmmer stehn /

Vns siht vnd richt.
Mitternacht.

SChrecken / vnd stille / vnd dunckeles grausen /

finstere kälte bedecket das Land <...>

So wenn der plötzliche Tag wird anbrechen /

wird was geredet / gewürcket / gemeynt.

Sonder vermänteln eröffnet sich finden

vor deß erschrecklichen GOttes Gerichte.
Auch andere Interpreten sehen diesen Aufbau jedes Sonetts, eine „fast symmetrische Zweiteiligkeit“. Beim Morgen-Sonett etwa seien Aufbau und Inhalt eindeutig: auf das Tableau des Sonnenaufgangs folge die Bitte um Erleuchtung der Seele und Erlangung des ewigen Heils. Die Deutung unterscheide sich bei den Sonetten I und III einerseits und den Sonetten II und IV andererseits. Im „Morgen-Sonett“ und in „Abend“ münde die Hoffnung auf Erlösung in ein Gebet des lyrischen Ich. In „Mittag“ und „Mitternacht“ mahne die Furcht vor dem alles sehenden Weltrichter zur Abkehr von der Verfallenheit an die säkulare Welt.
Der US-amerikanische Germanist Fritz Cohen dagegen erkennt in jedem der vier Sonette eine Dreiteiligkeit analog jener, die in Gryphius’ Zeit für Meditationsübungen empfohlen wurde. Eine Meditation – und so jedes der vier Sonette – beginne mit der konkreten, lebhaften Vorstellung, Imagination einer bestimmten Situation, bei den Sonetten der Phänomene einer Tageszeit. Der zweite Schritt sei die Analyse dieser Imagination, mittels einer energischen Verstandesanstrengung, in Bezug auf ihre Bedeutung. Im dritten Schritt folge aus der Analyse eine Hinwendung von Wille und Emotion zu Übernatürlichem, Tugendliebe und Hass auf die Sünde.
Auch für Cohen unterscheiden sich die Sonette I und III einerseits von den Sonetten II und IV andererseits. „Die Sonette I und III erbitten das Licht der göttlichen Gnade für den Augenblick des Todes; die Sonette II und IV enden mit einer dramatischen Warnung an weltlich Gesinnte vor der Unentrinnbarkeit des göttlichen Lichtes beim Jüngsten Gericht. Der Zyklus ist also chiatisch angelegt. Licht ist die zentrale Metapher. Es repräsentiert Gnade in den Sonetten I und III und Gerechtigkeit in den Sonetten II und IV. <...> Formelhaft ließe sich sagen, Sonett I verhalte sich zu III wie Sonett II zu IV. Antithese, die rhetorische Figur der Licht-Dunkel-Metapher, formt also auch das ‚the interior drama‘, das innere Drama jedes der vier Sonette sowie ihre Funktion im Zyklus.“